# Снупи
Сну́пи (англ. Snoopy — любопытный) — вымышленный пёс породы бигль, популярный персонаж серии комиксов Peanuts, созданный художником Чарльзом М. Шульцем и впервые появившийся в комиксе 4 октября 1950 года.  

## Комиксы
Впервые Снупи появился в комиксе Peanuts 4 октября 1950 года. Такую же кличку имел любимый пёс доктора Мортимера, погибший от собаки Баскервилей из повести Артура Конан-Дойля (1902). Вначале Шульц хотел назвать своего персонажа Сниффи, но позже узнал, что это имя уже использовалось в другом комиксе. 
В первых комиксах не совсем понятно кому принадлежал Снупи, но в последующих стало ясно, что Снупи — собака Чарли Брауна, одного из главных персонажей Peanuts.
Поначалу Снупи был похож на обычную собаку (его мысли были довольно простыми, например, «ЕДА»), но потом он начал выражать их более ясно, и хотя Снупи никогда не говорит вслух, остальные персонажи понимают его. Одно из увлечений Снупи — чтение романа «Война и мир» Льва Толстого со скоростью одно слово в день.
Себя именует как «самый талантливый летчик-ас первой мировой». Основным хобби является написание книг. По образованию — юрист. Среди родственников — четыре брата: Энди, Олаф и Спайк и Марблс. А также сестра Белль.

## Мультипликация
- «Рождество Чарли Брауна» (1965)
- «Снупи, вернись домой» (1972)
- «Спасай свою жизнь, Чарли Браун» (1977)
- «И снова время рождества, Чарли Браун» (1992)
- «Снупи и мелочь пузатая в кино» (2015)
- «Снупи в космосе» (2019)
- «Шоу Снупи»(2021)

## Популярность
- 2 ноября 2015 года на Голливудской «Аллее славы» появилась звезда с именем Снупи.

### В массовой культуре

Снупи на эмблеме эскадрильи ВВС Италии

- Команда корабля «Аполлон-8» прозвала «шляпой Снупи» подшлемник со встроенной гарнитурой (наушники и микрофон), надеваемый под шлем скафандра.
- Лунный модуль корабля «Аполлон-10» назывался Snoopy[1], полёт проходил с 18 по 26 мая 1969 года.
- Снупи — один из любимых персонажей писателя Стивена Кинга; он упоминается в некоторых его произведениях.
- Рэпер Snoop Dogg взял себе псевдоним в честь Snoopy.
- В эпизоде Love Blactually мультсериала «Гриффины» в «Снупи» переодеты Стьюи и Брайан — последний отплясывает знаменитый танец Снупи.